# Хреновиці
Хреновиці (словен. Hrenovice) — поселення в общині Постойна, Регіон Нотрансько-крашка, Словенія. Висота над рівнем моря: 553,8 м.